# Musaios Grammaticus
Musaios Grammaticus var en grekisk poet verksam omkring 500 e. Kr.
Musaios var lärjunge till Nonnos och författare till den långt in i modern tid populära sentimentala hexameternovellen om Hero och Leander.